# Dom Aquino
Dom Aquino este un oraș în Mato Grosso (MT), Brazilia.